# Cecil Scott Forester

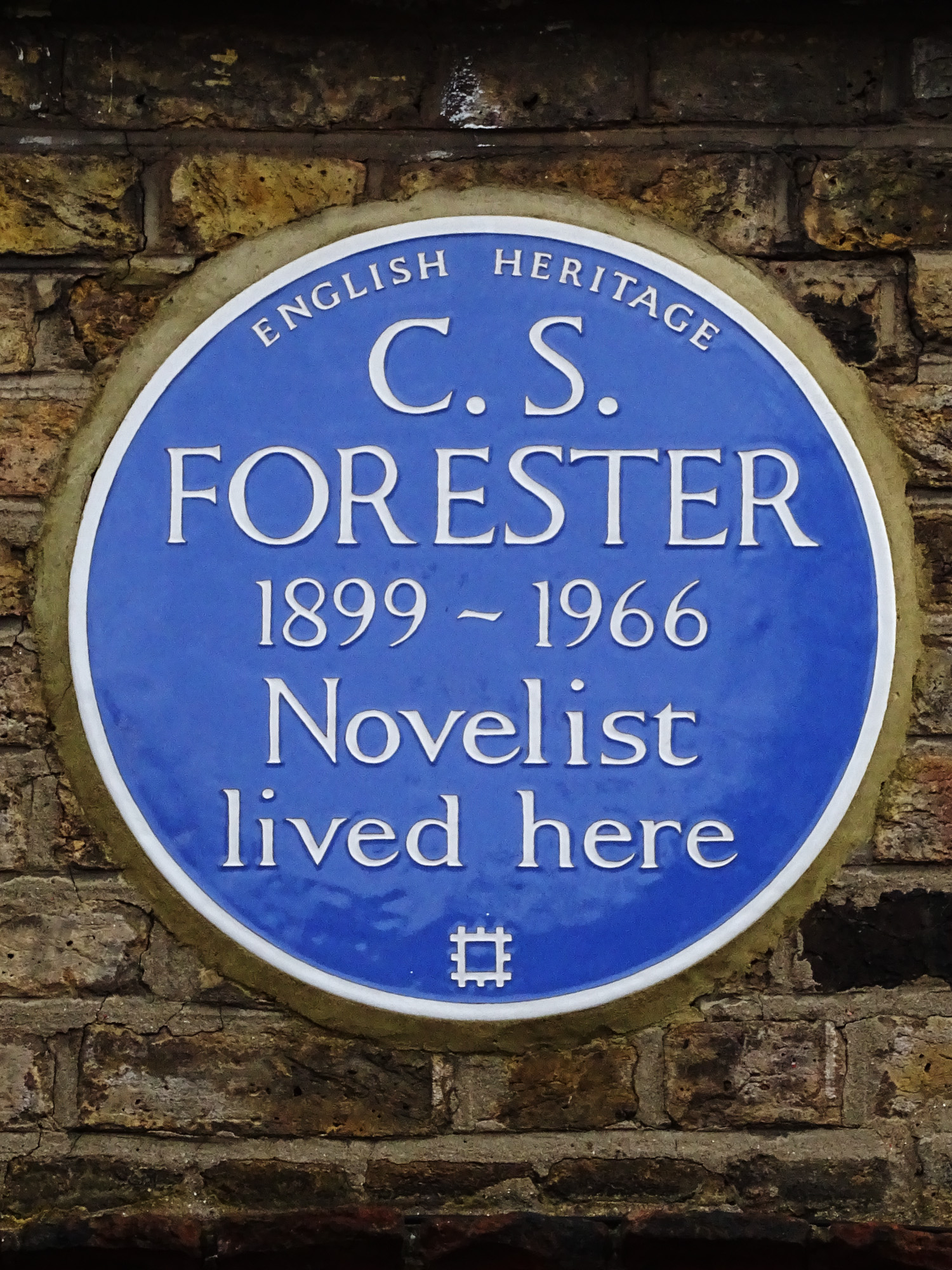

Cecil Louis Troughton Smith (El Cairo, 27 de agosto de 1899-2 de abril de 1966), conocido por su seudónimo, Cecil Scott "C. S." Forester, escritor británico afamado por su saga sobre la marina real en las Guerras Napoleónicas de la mano de su protagonista Horacio Hornblower y guionista de Hollywood.

## Biografía
Nació en El Cairo, Egipto donde su padre George Foster Smith, docente inglés era funcionario del gobierno británico. Su madre era Sarah Medhurst Troughton. Realizó estudios de Medicina que no concluyó.
Su primer éxito como escritor fue la novela Payment Deferred (1926). Esta obra junto otras tales como Orgullo y Pasión (1933) y La Reina del África (1935), fueron llevadas al cine.
En el género de novela naval se destaca la saga protagoniza por el navegante ficticio Horatio Hornblower (1937-1957) basada a partir del epistolario que se conserva National Maritime Museum.
Impulsado por Forester, Roald Dahl escribió su primer trabajo publicado, Pan comido, que fue comprado por el Saturday Evening Post por mil dólares, publicado el 1 de agosto de 1942, lo que impulsó la carrera de Roald como escritor.

## Obras
- A Pawn among Kings (1924) Methuen
- The Paid Piper (1924) Methuen

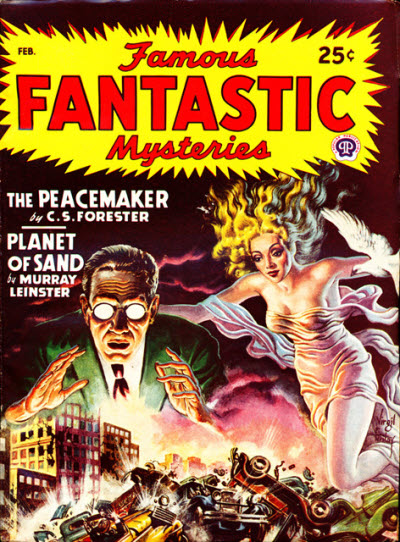
Su novela de ciencia ficción de 1934 The Peacemaker, se reeditó en la revista Famous Fantastic Mysteries en 1948.

- Napoleon and his Court (Napoleón y su corte, 1924) Methuen
- Josephine, Napoleon’s Empress (1925) Methuen
- Payment Deferred (1926) Methuen
- Love Lies Dreaming (1927) John Lane
- The Wonderful Week (1927) John Lane
- Victor Emmanuel II and the Union of Italy (1927) Methuen
- The Shadow of the Hawk (1928) John Lane
- Louis XIV, King of France and Navarre (1928) Methuen
- Brown on Resolution (1929) John Lane
- Nelson (1929) John Lane
- The Voyage of the Annie Marble (1929) John Lane
- Plain Murder (1930) John Lane
- The Annie Marble in Germany (1930) John Lane
- Two-and-Twenty (1931) John Lane
- U 97 (1931) John Lane
- Death to the French (1932) John Lane
- The Gun (1933) John Lane
- Nurse Cavell (1933) con Bechhofer Roberts John Lane
- The Peacemaker (1934) Heinemann
- The African Queen (La Reina de África) (1935) Heinemann
- The Pursued (Los perseguidos). Manuscrito de 1935, perdido y reaparecido en 2003
- The General (El general) (1936) Michael Joseph
- Marionettes at Home (1936) Michael Joseph
- The Happy Return (1937) Michael Joseph
- A Ship of the Line (1938) Michael Joseph
- Flying Colours (1938) Michael Joseph
- The Earthly Paradise (1940) Michael Joseph
- The Captain from Connecticut (1941) Michael Joseph
- Poo-Poo and the Dragons (1942) Michael Joseph
- The Ship (1943) Michael Joseph
- The Commodore (1945) Michael Joseph
- The Happy Return (1945) Stockerman
- Lord Hornblower (1946) Michael Joseph
- The Sky and the Forest (1948) Michael Joseph
- Randall and the River of Time (1950) Michael Joseph
- The Nightmare (1954) Michael Joseph
- The Adventures of John Wetherell (1954) Michael Joseph
- The Good Shepherd (1955) Michael Joseph
- The Barbary Pirates (1956) Macdonald
- The Naval War of 1812 (1957) Michael Joseph
- The Age of Fighting (1957) Sail
- Hunting the Bismarck (1959) Michael Joseph
- Hornblower and the Crisis (novela inconclusa) incluye Hornblower’s Temptation y The Last Encounter (1967) Michael Joseph
- Long before Forty (1967) Michael Joseph
- Admiral Hornblower omnibus edition, incluye Flying Colours, The Commodore, Lord Hornblower y Hornblower in the West Indies (1968) Michael Joseph
- The Man in the Yellow Raft (1969) Michael Joseph

### Serie de Horatio Hornblower
- Novelas

1. Mr. Midshipman Hornblower (1950) El Guardiamarina Hornblower (junio de 1794 / noviembre de 1797)
2. Lieutenant Hornblower (1952) El Teniente de Navío Hornblower (junio / agosto de 1800)
3. Hornblower and the Hotspur (1962) Hornblower y el Hotsput (abril de 1803 / septiembre de 1804)
4. Hornblower and the Crisis (1967, novela inacabada)
5. Hornblower and the Atropos (1953) Hornblower y la Atropos (octubre de 1805 / marzo de 1807)
6. The Happy Return (1937) Hornblower contra el Natividad (junio / agosto de 1808)
7. A Ship of the Line (1938) Hornblower en España (mayo / octubre de 1810)
8. Flying Colours (1938) Banderas al Viento (octubre de 1810 / marzo de 1811)
9. The Commodore (1945) El comodoro Hornblower
10. Lord Hornblower (1946) Lord Hornblower
11. Hornblower in the West Indies (1958) Hornblower en las Indias Occidentales

- Relatos
  - The Hand of Destiny (1940)
  - Hornblower and the Widow McCool (1967)
  - Hornblower’s Charitable Offering (1941)
  - Hornblower and His Majesty (1940)
  - The Point and the Edge (1964)
  - The Last Encounter (1967)

## Obras sobre Forester
- The Life and Times of Horatio Hornblower (1970) (C Northcote Parkinson) Michael Joseph
- Gold from Crete (1971) Michael Joseph

## Obras basadas o inspiradas en la creación de Forester

### Películas
- Captain Horatio Hornblower (de Raoul Walsh, 1951)
- The African Queen (de John Huston, 1951)
- Orgullo y pasión (The Pride and the Passion, de Stanley Kramer, 1957)

### Novelas
- La saga Honor Harrington (de David Weber, novela de ciencia ficción)

### Televisión
- La serie Hornblower